# Miroslav Pavelka
Miroslav Pavelka (31. července 1931 Kroměříž – ?) byl český hokejový obránce a útočník. Byl kapitánem týmu při prvním postupu do nejvyšší soutěže. Po skončení aktivní kariéry působil jako trenér mládeže.

## Hokejová kariéra
V československé lize hrál za TJ Gottwaldov. Odehrál první ligovou sezónu Zlína, nastoupil v 25 ligových utkáních, dal 2 góly a měl 2 asistence.

## Klubové statistiky
| Sezona    | Klub          | Soutěž  | Základní část | Základní část | Základní část | Základní část | Základní část |
| Sezona    | Klub          | Soutěž  | Z             | G             | A             | B             | TM            |
| --------- | ------------- | ------- | ------------- | ------------- | ------------- | ------------- | ------------- |
| 1959/1960 | TJ Gottwaldov | 2. liga | 20            | 5             | -             | -             | -             |
| 1960/1961 | TJ Gottwaldov | 1. liga | 25            | 2             | 2             | 4             | 12            |